# Communauté de communes des Marches de Lorraine
La communauté de communes des Marches de Lorraine (CCML) est une ancienne communauté de communes française située dans le département des Vosges en région Grand Est.

## Histoire
En 1995, 23 des 26 communes du canton de Lamarche décident de se regrouper au sein d'un « Syndicat Intercommunal de Développement » (SIDCL).
Le 1er janvier 2004, le SIDCL devient la « Communauté de communes des Marches de Lorraine » et ne comporte plus que 18 communes. Les 5 communes de Tignécourt, Les Thons, Châtillon-sur-Saône, Lironcourt et Grignoncourt intègrent la Communauté de communes du Pays de la Saône Vosgienne et les 2 communes de Senaide et Robécourt ne rejoignent aucun EPCI. Les communes de Marey et Rocourt, qui ne faisaient pas partie du SIDCL adhèrent à la communauté de communes.
En 2009, Senaide rejoint la structure intercommunale.
En 2014, Robécourt adhère à la communauté de communes, portant le périmètre de celle-ci à 20 communes.
La communauté fusionne avec deux autres EPCI pour former la communauté de communes des Vosges Côté Sud Ouest au 1er janvier 2017.

## Composition
Elle était composée des 20 communes suivantes :
| Nom                 | Code Insee | Gentilé             | Superficie (km2) | Population (dernière pop. légale) | Densité (hab./km2) |
| ------------------- | ---------- | ------------------- | ---------------- | --------------------------------- | ------------------ |
| Lamarche (siège)    | 88258      | Lamarchois          | 33,69            | 973 (2014)                        | 29                 |
| Ainvelle            | 88004      | Ainvellois          | 9,03             | 169 (2014)                        | 19                 |
| Blevaincourt        | 88062      | Blévaincourtois     | 8,75             | 103 (2014)                        | 12                 |
| Damblain            | 88123      | Damblinois          | 13,27            | 254 (2014)                        | 19                 |
| Fouchécourt         | 88179      | Fouchécourtois      | 4,66             | 45 (2014)                         | 9,7                |
| Frain               | 88180      | Frainitiens         | 7,54             | 136 (2014)                        | 18                 |
| Isches              | 88248      | Ischois             | 13,60            | 162 (2014)                        | 12                 |
| Marey               | 88287      |                     | 7,90             | 73 (2014)                         | 9,2                |
| Martigny-les-Bains  | 88289      | Octoduriens         | 29,22            | 799 (2014)                        | 27                 |
| Mont-lès-Lamarche   | 88307      | Mont-Lès-Lamarchois | 7,10             | 104 (2014)                        | 15                 |
| Morizécourt         | 88314      | Morizécourtois      | 10,68            | 114 (2014)                        | 11                 |
| Robécourt           | 88390      | Robécourtois        | 8,78             | 112 (2014)                        | 13                 |
| Rocourt             | 88392      |                     | 1,86             | 27 (2014)                         | 15                 |
| Romain-aux-Bois     | 88394      | Romain-Aux-Boisins  | 8,14             | 47 (2014)                         | 5,8                |
| Rozières-sur-Mouzon | 88404      | Roziérois           | 4,78             | 65 (2014)                         | 14                 |
| Senaide             | 88450      | Senaidois           | 12,17            | 176 (2014)                        | 14                 |
| Serécourt           | 88455      | Serécourtois        | 13,70            | 110 (2014)                        | 8                  |
| Serocourt           | 88456      | Serocourtois        | 11,05            | 96 (2014)                         | 8,7                |
| Tollaincourt        | 88475      | Tollaincurtiens     | 14,13            | 101 (2014)                        | 7,1                |
| Villotte            | 88510      | Villottois          | 8,21             | 153 (2014)                        | 19                 |

## Compétences
Les compétences de la Communauté de communes des Marches de Lorraine :
- Aménagement de l'espace communautaire
- Développement économique
- Protection et mise en valeur de l'environnement
- Logement et cadre de vie
- Entretien, construction et fonctionnement d'équipements culturels, sportifs et d'équipements de l'enseignement préélémentaire et élémentaire
- Aide technique à l'entretien de la voirie communale

## Administration
Le Conseil communautaire est composé de 40 délégués, dont 3 vice-présidents.
| Période                                  | Période | Identité         | Étiquette | Qualité                         |
| ---------------------------------------- | ------- | ---------------- | --------- | ------------------------------- |
| Les données manquantes sont à compléter. |         |                  |           |                                 |
| ?                                        | 2016    | Jean-Luc Muniere |           | Maire de Villotte (depuis 2001) |